# Feliciano Perducca
Feliciano Ángel Perducca (Buenos Aires, 9 de junho de 1901 - 22 de agosto de 1976) foi um futebolista argentino, medalhista olímpico.

## Carreira
Feliciano Perducca fez parte do elenco medalha de prata, nos Jogos Olímpicos de 1928.